# La Réconciliation d'Ésaü et Jacob
La Réconciliation d'Ésaü et Jacob est une peinture de 1624 de Pierre Paul Rubens. Originellement dans la collection royale espagnole, le tableau a été envoyé en Allemagne par Marie-Anne de Neubourg (femme de Charles II) à son frère Jean-Guillaume de Neubourg-Wittelsbach. Il est maintenant exposé dans le château de Schleissheim près de Munich,.
Il montre l'épisode biblique de la rencontre entre Jacob et Esaü. Il a été le modèle pour un tableau d'Abraham Willemsens.